# Ghiandola merocrina
La ghiandola merocrina o eccrina è un tipo di ghiandola esocrina presente in molti esseri viventi complessi.
Una cellula del tessuto ghiandolare può essere detta merocrina se il suo secreto è rilasciato per esocitosi dalle vescicole secretorie che si aprono nel lume dell'adenomero per finire in uno o più dotti escretori, i quali porteranno il secreto nel lume del tessuto a cui appartiene.
Presenta 3 differenti tipi di secrezione:
- Mucosa: secrezione di materiale denso detto mucina, che viene successivamente idratata formando il muco; inoltre si hanno anche mucopolisaccaridi acidi e neutri.
- Sierosa: secreto acquoso di natura proteica, variabile a seconda della locazione tissutale della ghiandola.
- Mista: incrocio fra le caratteristiche mucosa e sierosa, con loro preponderanza a seconda del tessuto in cui si trovano e quindi del ruolo funzionale del secreto. Tali cellule presentano nel fondo la componente sierosa, mentre nel corpo troviamo quella mucosa.

Questi tipi di ghiandole sono le più comuni. Durante questo processo nessuna parte di queste ghiandole viene danneggiata, al contrario di quello che avviene nella secrezione olocrina o apocrina.

## Esempi
- Ghiandola sudoripara
- Ghiandola salivare